# Nos si beaux rêves de jeunesse
Nos si beaux rêves de jeunesse est un roman de Christian Signol publié en 2015.

## Résumé
Étienne habite au bord de la Garonne. Il va à l'école avec Lina, voisine, tous les jours. Vers 1932 ils ont leur certificat d'étude puis vont en cours supérieur mais le père d’Étienne meurt en 1933 et il va en apprentissage à Toulouse où sa mère, Marie, a trouvé du travail. Lina fait l'école d'instit (EPS) de Castelsarrasin. En 35 son père est licencié et elle doit travailler. Elle devient gouvernante à Toulouse. En 1936 Gino, collègue d’Étienne les emmène 15 jours en auberge de jeunesse à Capbreton avec Lina. Le père de Lina se noie. Elle est licenciée en 1937 et ils retournent à Capbreton. Étienne la loge ensuite. Son ex-patronne la place comme vendeuse. Ils se marient en 1938 et prennent un logement. Étienne est licencié économique et devient cheminot. Il s'engage en 1939 et va à Mailly.

## Critiques
Pour le magazine La Vie, le livre raconte « une poésie de la nature omniprésente, un choix délibéré des bonheurs simples ».